# Cerodontha macrophalloides
Cerodontha macrophalloides är en tvåvingeart som beskrevs av Mitsuhiro Sasakawa 1992. Cerodontha macrophalloides ingår i släktet Cerodontha och familjen minerarflugor.
Artens utbredningsområde är Peru. Inga underarter finns listade i Catalogue of Life.